# سفارة كندا في السويد
سفارة كندا في السويد هي أرفع تمثيل دبلوماسي لدولة كندا لدى السويد. تقع السفارة في ستوكهولم وهي تهدف لتعزيز المصالح الكندية في السويد.

## وصلات خارجية
- قائمة سفارات كندا
- قائمة السفارات في السويد